# Tangará da Serra
Tangará da Serra är en kommun i Brasilien.   Den ligger i delstaten Mato Grosso, i den centrala delen av landet, 1 100 km väster om huvudstaden Brasília. Antalet invånare är 84 076.
Omgivningarna runt Tangará da Serra är huvudsakligen savann. Trakten runt Tangará da Serra är nära nog obefolkad, med mindre än två invånare per kvadratkilometer.